# QUANTUM

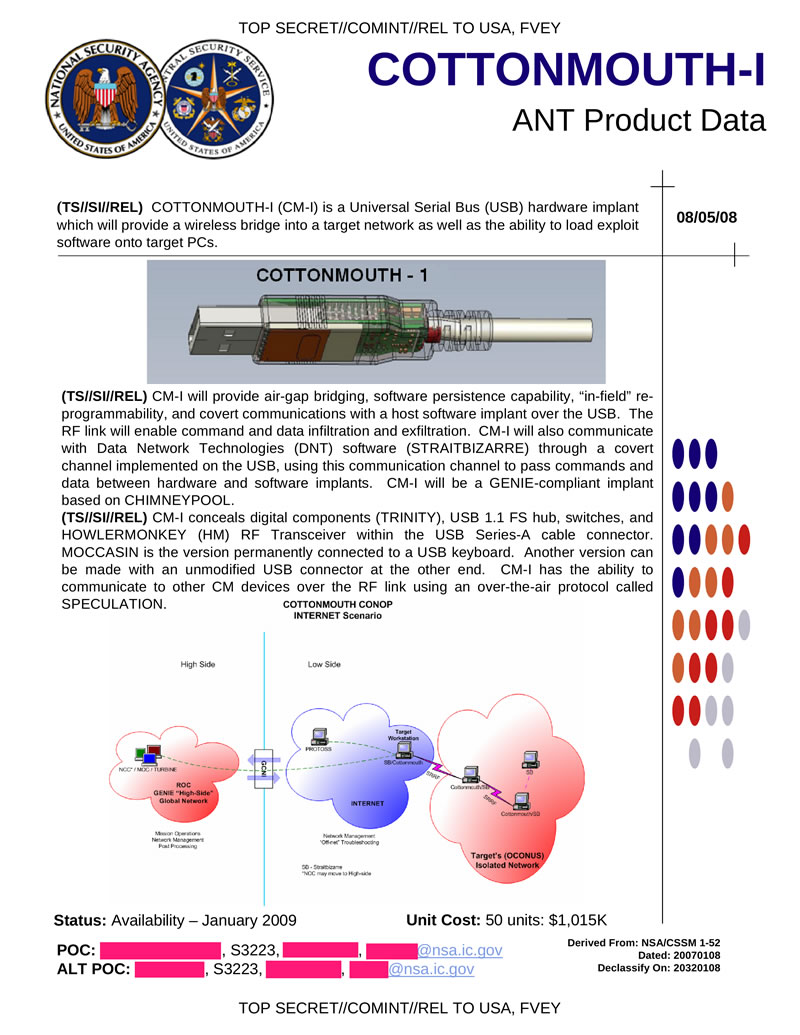
Cottonmouth - USB com placa implantada para funcionar como receptor transmissor

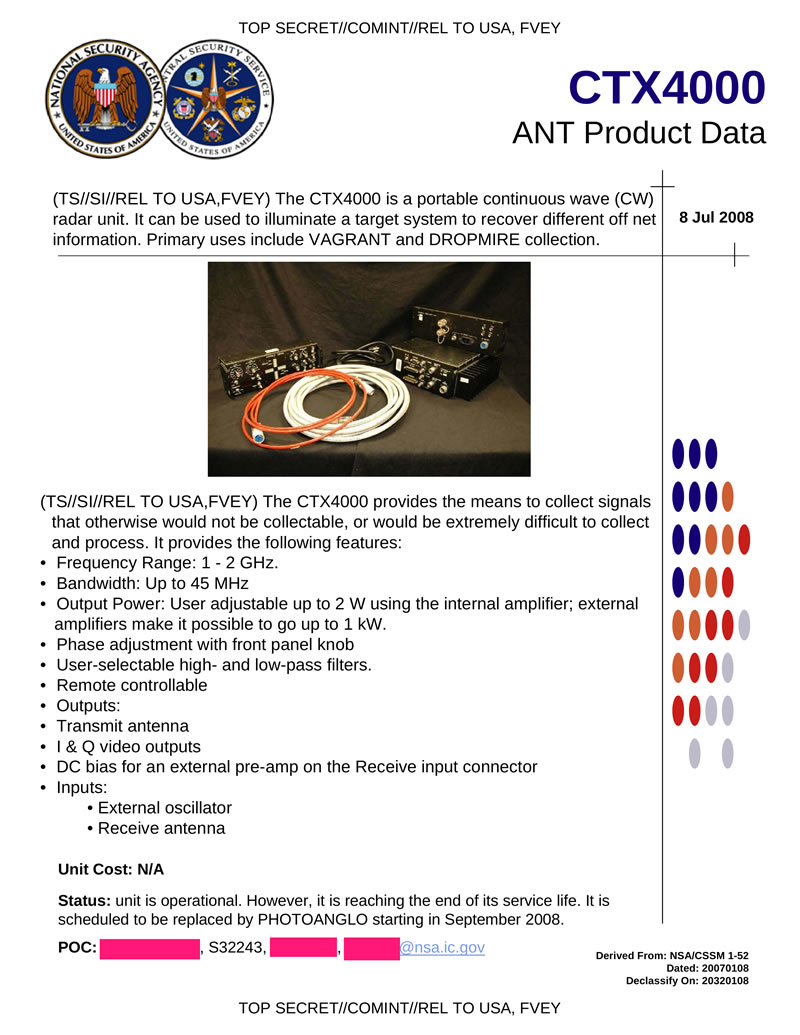
CTX4000-Irradiacao direta no usuario-captura dados por radar - Unidade coletora de sinais- Frequencia de 1-2GHz, Bandwith de ate 45 MHz, Potencia de saida ate 1 kW se usada com amplificador. A unidade recebe sinais do computador atacado e também transmite sinais para o mesmo como parte do ataque.

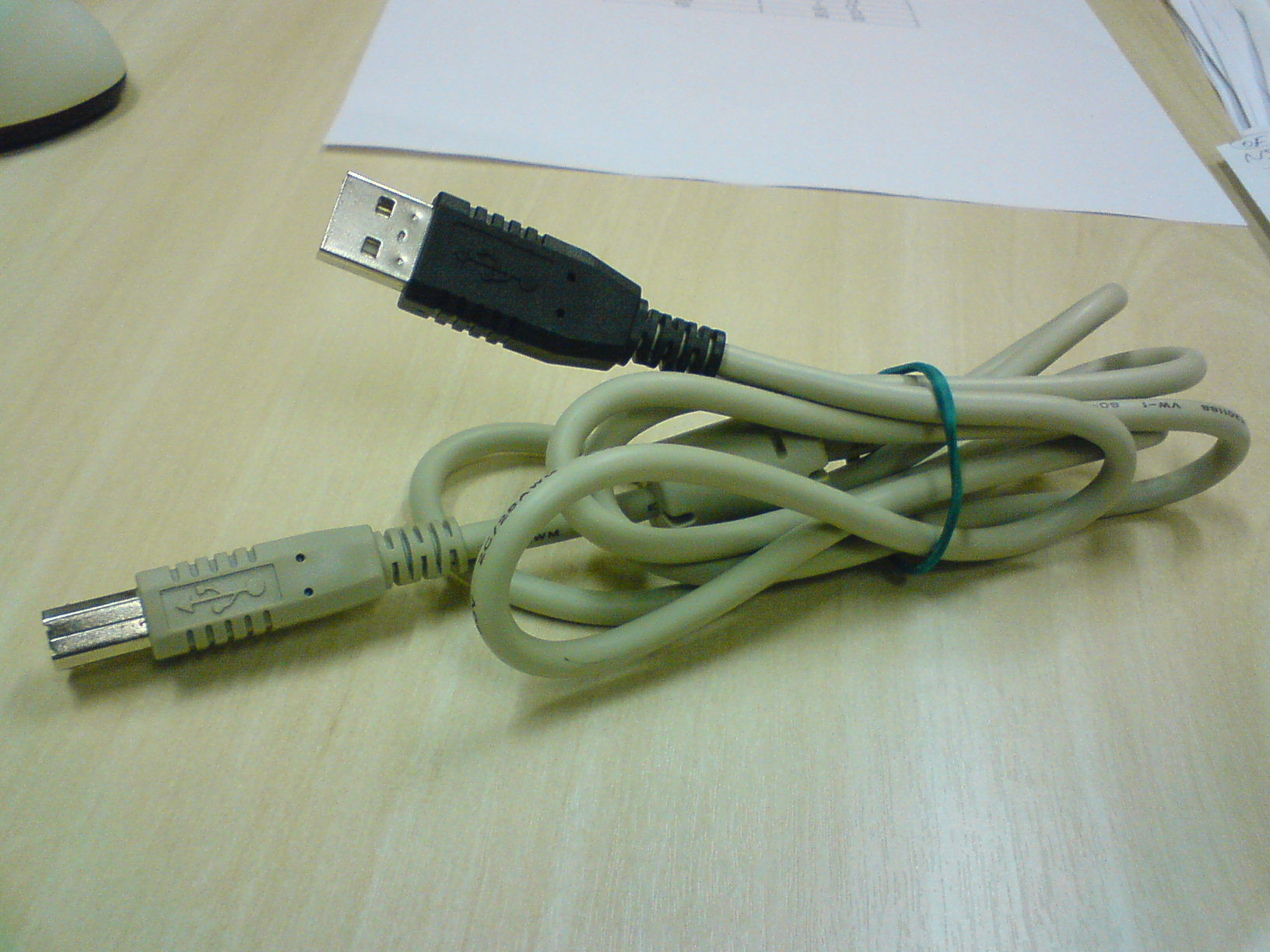

QUANTUM (programa de vigilância) é o codinome de um programa secreto da NSA, que invade e monitora computadores off-line em todo o mundo, via ondas de rádio. Foi revelado pelo The New York Times em 14 de janeiro de 2014, com base em documentos fornecidos por Edward Snowden.
A tecnologia secreta, permite à NSA inserir e alterar dados em computadores, mesmo que eles não estão conectados à Internet. Quantum também ataca efetivamente iPhones e servidores de redes. Com o tempo, a NSA atualizou a tecnologia para torná-lo mais fácil de acessar os sistemas de computador sem a necessidade de acesso físico.
A partir do estabelecimento do contato com o computador, uma estacão portátil da NSA, a Nightstand pode então inserir os pacotes de dados mais rapidamente do que usando métodos tradicionais em que a o software é inserido no computador atacado, por exemplo, através do acesso a redes de computadores. O QUANTUM permite que a NSA envie falsas informações mais rápido do que downloads autênticos.
Além de espionagem, Quantum ajuda a NSA a transmitir malwares para computadores e redes e lançar ataques cibernéticos coordenados.
Enquanto no caso de softwares, a maioria deles é inserida através do acesso a redes de computadores, o fato desta tecnologia usar ondas de rádio, permite que a NSA tenha acesso aos computadores mesmo que estejam off-line.
O QUANTUM substituiu o outro software usado anteriormente para contaminar computadores - o Sistema FOXACID, também parte dos itens disponibilizados para a NSA pela divisão chamada Operações de acesso adaptado (TAO) NSA, sigla (TAO).

## Como é feito o ataque usando o QUANTUM
Com QUANTUM, a NSA acessa computadores através de ondas de rádio emitidas a partir de uma variedade de dispositivos personalizados, colocados  à disposição da NSA pela pela Unidade da NSA chamada Operações de acesso adaptado (TAO). Uma estacão receptora e transmissora de ondas de rádio, também colocada à disposição da NSA pela TAO, pode acessar o computaodr atacado e captar os sinais que se destinam aos sistemas de análise e armazenamento de dados da NSA.
O QUANTUM se utiliza de um destes dispositivos, o de codinome "Cottonmouth I", que é uma USB na qual foi inserida de maneira não perceptível, uma placa de circuito impresso que é, na verdade, um  transmissor-receptor de ondas de rádio usado para transmitir e receber dados do computador que esta sendo alvo de ataque pela NSA.
Estes circuitos impressos secretamente colocados dentro da USBs, se comunicam com uma estacão receptora/transmissora da NSA, portátil, do tamanho de uma pasta que a NSA chama de "Nightstand (NSA)", "mesa de cabeceira" em português. A Nightstand (NSA), pode atacar um computador à cerca de 13 km de distancia entre ele e o computador atacado.
A NSA também usou pequenas placa de circuito impresso instalados em laptops que transmitem dados para a agência, mesmo quando o computador está completamente isolado da Internet.

### Dispositivos de ataque usados pela NSA
Os dispositivos disponíveis estão listados no Catálogo ANT (NSA), uma listagem de documentos de 50 páginas classificadas de itens colocados à disposição da1 (NSA) , pela divisão de coleta de inteligência para Ciberguerra (TAO), para serem usados sub-repticiamente e camufladamente nos ataques dos programas de vigilância da NSA.
O pesquisador de segurança Jacob Appelbaum fez uma palestra em 31 de dezembro de 2013, no Congresso de Comunicação Chaos em Hamburgo, Alemanha, na qual, com base nos documentos revelados por Edward Snowden sobre o Catálogo ANT (NSA), ele detalhou as funções de alguns dos dispositivos utilizados pela NSA nos seus programas de vigilância global e em massa.
O Catálogo ANT (NSA) foi parcialmente publicado pelo Der Spiegel e publicado na íntegra pela LeakSource.

## Ataques efetuados conhecidos
A NSA, ja implantou software em cerca de 100.000 computadores em todo o mundo, fazendo uso do QUANTUM. Isto permite aos Estados Unidos realizar vigilância nessas máquinas bem como pode criar uma auto-estrada digital para o lançamento de ataques cibernéticos.
Snowden também revelou que os EUA estabeleceram dois centros de dados na China encarregados de contaminar computadores com Malware.
A apresentação feita para gerentes da NSA, datada de 2012, explica como a NSA coleta informações em todo o mundo. Além disso, a apresentação mostra que o serviço de inteligência usa Exploração de Redes de Computadores  em mais de 50.000 locais. Exploração de Redes de Computadores  (CNE para "Computer Network Exploitation" em ingles) é a infiltração secreta de sistemas computacionais obtidos com a instalação de Malware, um Software malicioso.

## Custo de dispositivos
Conforme mostra o slide referente ao produto ANT chamado COTTONMOUTH-I (ver imagem ao lado), uma USB contendo uma placa capaz de receber e transmitir sinais de radio, o custo por 50 unidades é de US$ 1.015.000,00 (um milhao e quinze mil dolares) por cada 50 unidades.(ve fim da pagina do slide , lado direito).
Também consta do mesmo Catálogo ANT (NSA), uma chamada de CTX 4000, que é uma unidade de radar móvel de onda contínua (CW), que pode ser direcionada para o computador a ser atacado e assim captar dados mesmo se o computador estiver off-line, ou seja, não conectado à uma rede como a internet, por exemplo. O uso principal deste radar portátil é para as coleta de dados chamadas pela NSA de VAGRANT (sistema de vigilância) E DROPMIRE (sistema de vigilância), que são meios de coleta usados pela NSA, Ccomo descrito no slide, para o caso de coletas que seriam "extremamente dificeis de coletar e processar" ou "nao seriam coletados". Conforme mostra o slide, esta unidade seria substituida em 2008 por outra unidade chamada PHOTOANGLO.
O preço dos dispositivos vão desde grátis (normalmente para os softwares) até US $ 250.000 (duzentos e cinquenta mil dólares americanos)

## Imagens de Produtos oferecidos no Catálogo

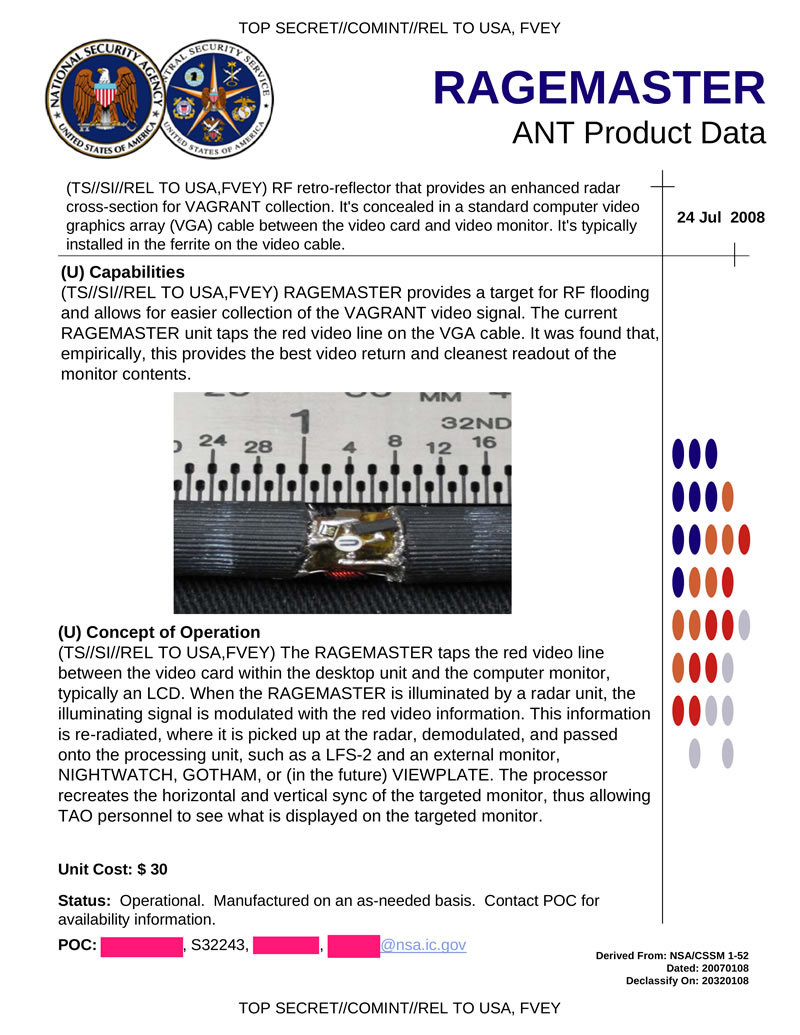
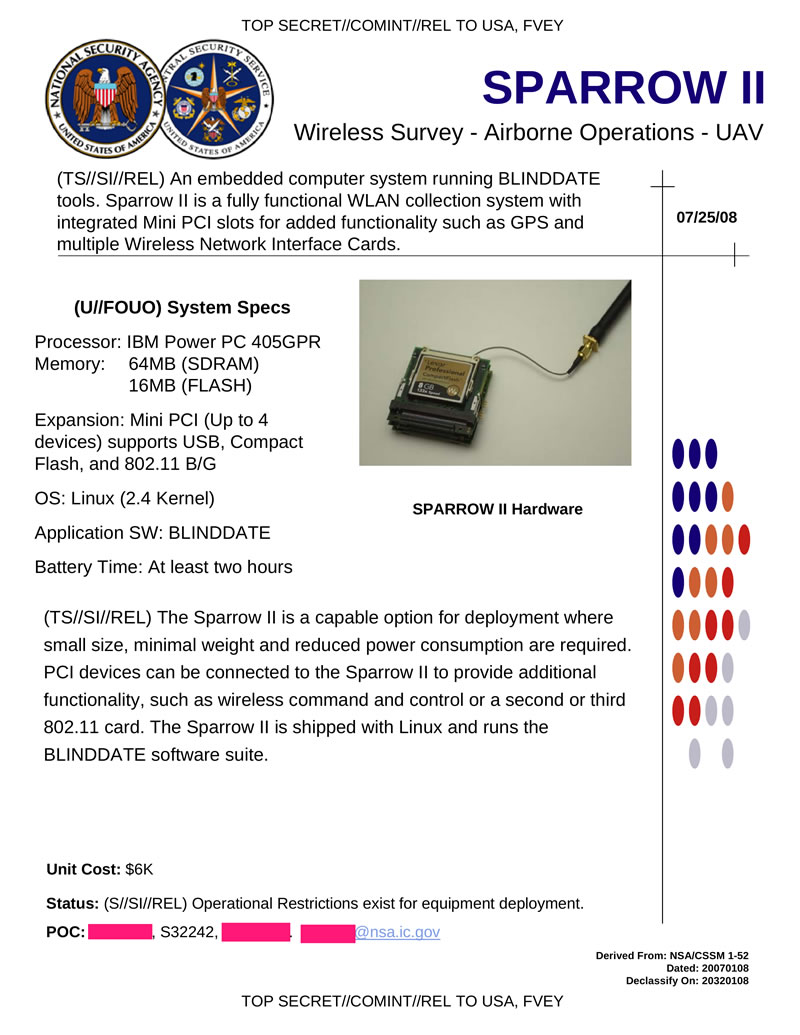
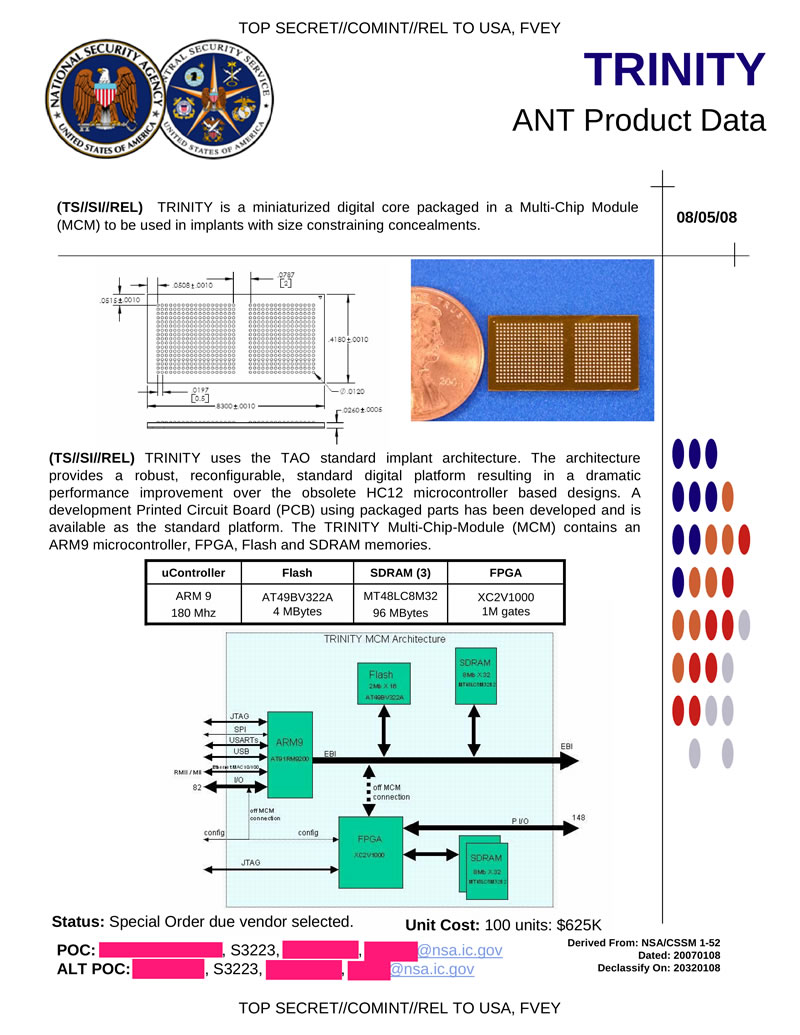
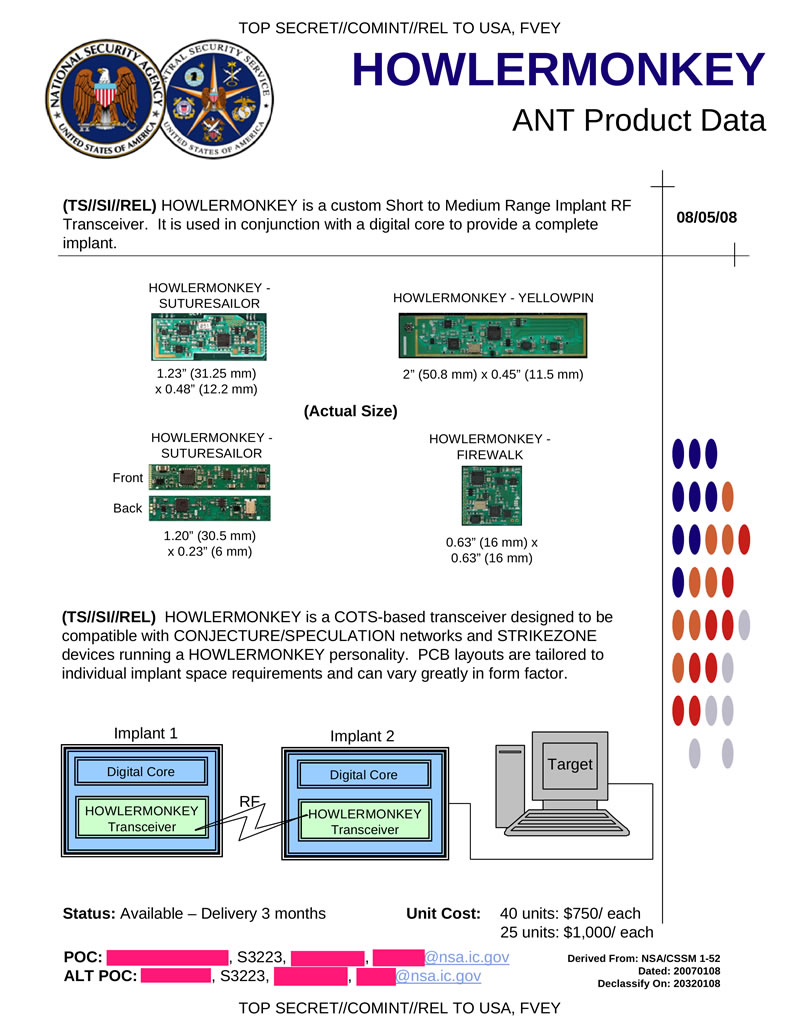
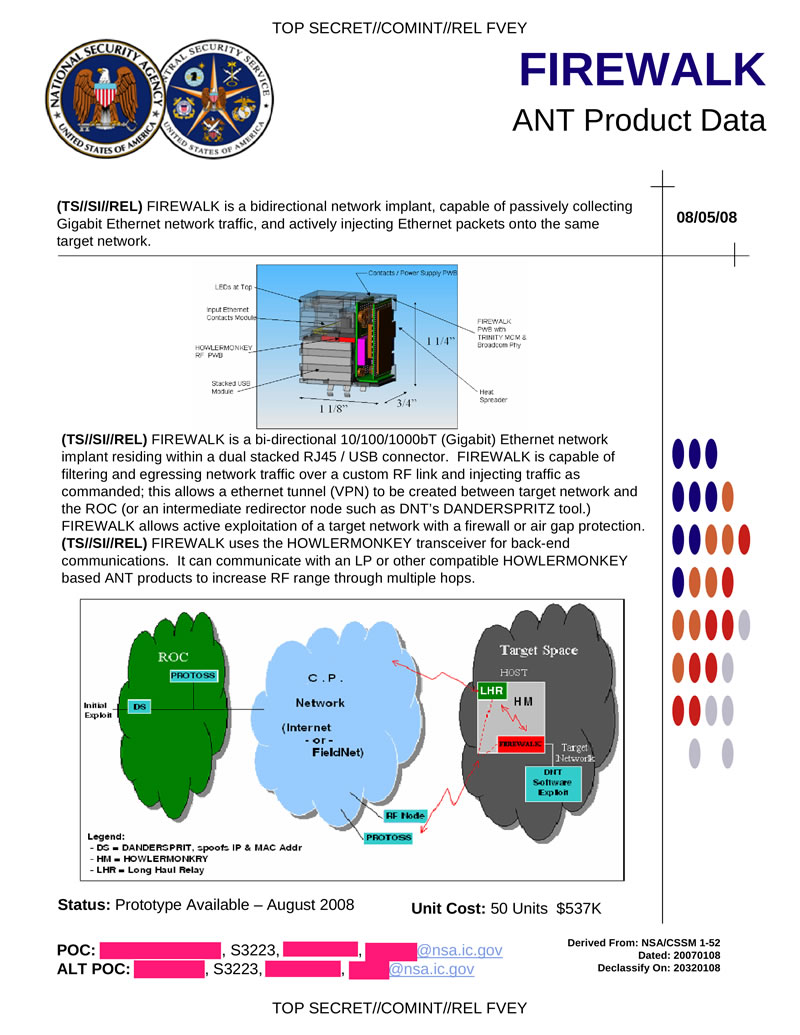